# Босевци
Босевци е село в Северна България. То се намира в община Елена, област Велико Търново.

## География
Село Босевци се намира в планински район.

## История
През 1978 г. поради изселване на махалите Мерилковци и Нейковци, са присъединени към Босевци.